# Souleymanou Hamidou
Souleymanou Hamidou (né le 22 novembre 1973 à Mokolo, Cameroun) est un ancien footballeur camerounais international  Il occupait le poste de gardien de but.
International camerounais, il a participé à la Coupe d'Afrique des nations en 2006 et 2008.

## Palmarès
- champion du Cameroun en 1997 et 1998
- champion d'Afrique des nations 2000.
- Finaliste de la Coupe d'Afrique des nations 2008 avec l'équipe du Cameroun.
- 26 sélections (0 but)